# 条形糖

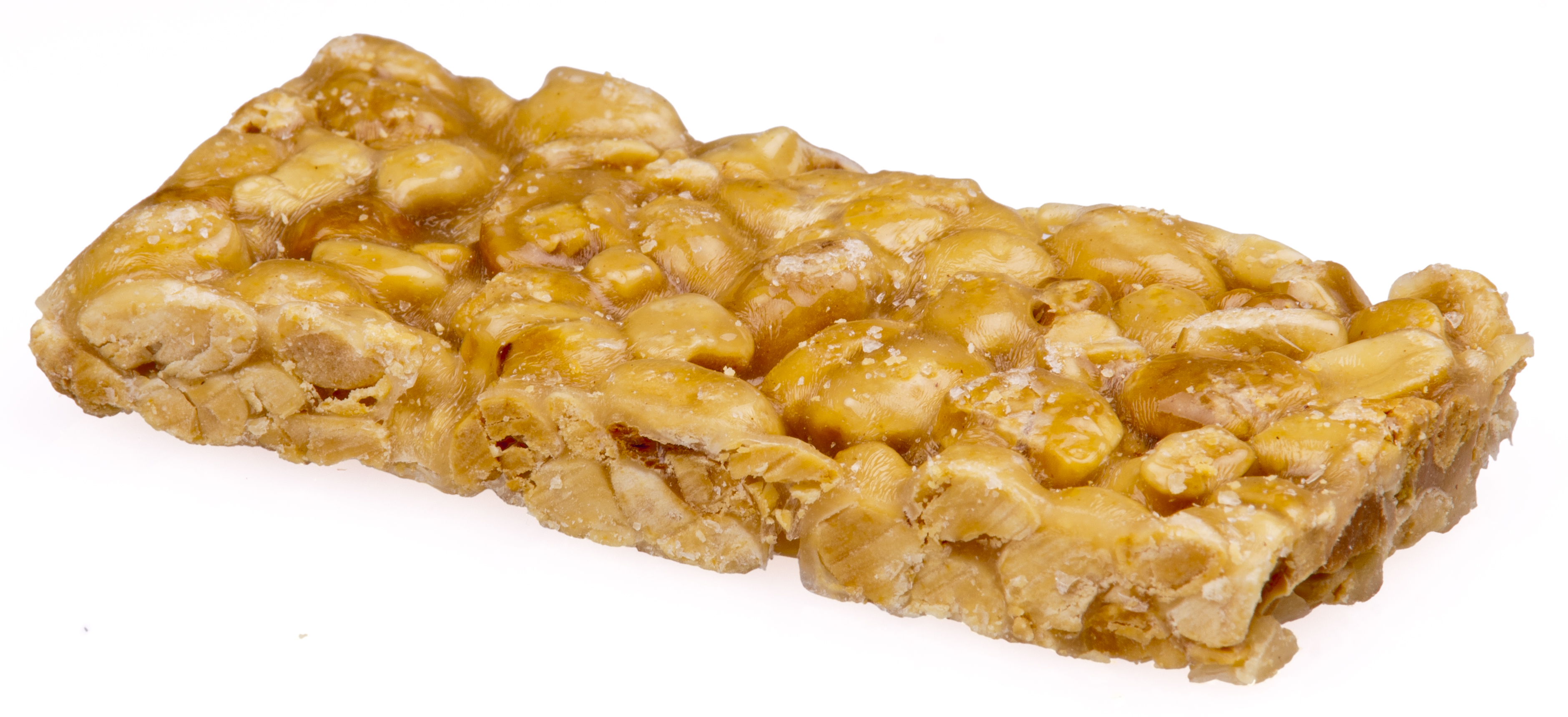
条形糖

条形糖是一种棒状的糖果。巧克力棒就是一種最常见的条形糖。市面上有很多种大量生產的条形糖。第一次世界大战到20中叶，全球大約有40,000个品牌的条形糖。